# سه رقص فوق‌العاده
سه رقص فوق‌العاده (به انگلیسی: Three Fantastic Dances)، اپوس شماره ۵، جزو اولین آثار پیانو نوشته شده توسط دیمیتری شوستاکویچ است که در سال ۱۹۲۲ و در حالی که شوستاکویچ تنها ۱۶ سال سن داشت نوشته شدند.

## رقص‌ها
1. مارش - آلگرتو
2. والتز - آندانتینو
3. پولکا - آلگرتو